# Yacas
Yacas est un logiciel libre de calcul formel. Son nom signifie Yet Another Computer Algebra System.

## Principe
Yacas repose sur un langage très souple et facile à utiliser qui permet d'implémenter des algorithmes mathématiques de la façon la plus naturelle possible. Une fonction ou un opérateur peut être défini "en bloc", comme dans la plupart des langages de programmation, mais également à l'aide d'un ensemble de règles qui dictent son comportement face à différentes situations.

## Historique
Initialement écrit dans le langage Scheme (une variante de Lisp, Yacas a été partiellement traduit en Java au sein du projet MathRider, sous le nom MathPiper, ce qui lui a donné une seconde vie à l'intérieur de GeoGebra.